# Konsulat Generalny Rzeczypospolitej Polskiej w Grodnie
Konsulat Generalny Rzeczypospolitej Polskiej w Grodnie (biał. Генеральнае Консульства Рэспублікі Польшча ў Гродне, ros. Генеральное Консульство Республики Польша в Гродно) – polska misja konsularna w Grodnie w Republice Białorusi.

## Konsulat
Placówkę utworzono w 1991. Konsulat w linii prostej znajduje się ok. 16 km od granicy z Polską.
Okręg konsularny placówki obejmuje obwód grodzieński.

### Konsulowie generalni
- 1994–1997 – Mariusz Maszkiewicz
- 1997–2001 – Sylwester Szostak
- 2002–2007 – Andrzej Krętowski
- 2008–2010 – Adam Bernatowicz
- 2010–2015 – Andrzej Chodkiewicz
- 2016–2021 – Jarosław Książek
- od 23 lipca 2021 – Andrzej Raczkowski

### Struktura placówki
- Wydział Ruchu Osobowego
- Referat ds. Prawnych i Opieki Konsularnej
- Wydział Współpracy z Polakami na Białorusi
- Referat ds. Administracyjno-Finansowych